# Wireshark
Wireshark er et netværkspakke-analysesoftware, det er fri open-source. Det bruges til netværks-fejlfinding, -analysering, protokolsudbredelse og uddannelse. Oprindeligt hed det Ethereal, men i maj 2006 omdøbte man softwaren til Wireshark af ophavsrettighedsmæssige grunde.
Wireshark er cross-platform, det bruger "GTK+ widget toolkit" til implementeringen af GUI interface og bruger pcap til at kapre pakker med; det fungerer under flere forskellige Unix-platforme, Linux, Mac OS X, BSD, Solaris og under Microsoft Windows. Der findes også en terminal baseret version ved navn TShark.
Wireshark og andre programmer så som TShark er frit software, frigivet under GNU General Public License.